# Phi thực dân hóa châu Mỹ
Phi thực thực dân châu Mỹ là quá trình các quốc gia ở châu Mỹ giành được độc lập khỏi sự chiếm đóng của các nước châu Âu. Phi thực dân hóa bắt đầu với sự bùng nổ của một loạt các cuộc cách mạng vào cuối thế kỷ 18 đến giữa thế kỷ 19. Hiện trạng sau đó kéo dài hơn một thế kỷ, ngoại trừ nền độc lập của Cuba (cuộc chiến tranh giành độc lập lên đến đỉnh điểm trong Chiến tranh Tây Ban Nha–Mỹ).
Độc lập hòa bình thông qua sự rút lui tự nguyện của các cường quốc thực dân bắt đầu trở nên phổ biến trong nửa sau của thế kỷ 20. Tuy nhiên, vẫn còn nhiều thuộc địa của Anh và Hà Lan ở Bắc Mỹ (chủ yếu ở Quần đảo Caribe), cũng như quyền sở hữu của Hoa Kỳ đối với Puerto Rico và Quần đảo Virgin; Cộng hòa Pháp đã "tích hợp" hoàn toàn hầu hết các thuộc địa của mình vào "thành phần" của Pháp.

## Hoa Kỳ
Hoa Kỳ tuyên bố độc lập khỏi Vương quốc Anh vào ngày 2 tháng 7 năm 1776 (mặc dù sự kiện này được kỷ niệm vào ngày 4 tháng 7, ngày mà Tuyên ngôn độc lập được Quốc hội chính thức thông qua), trở thành quốc gia đầu tiên ở Mỹ độc lập và được công nhận ở nước ngoài và là thực thể châu Âu đầu tiên mà ly khai khỏi đất nước cha mẹ. Anh chính thức công nhận nền độc lập của Mỹ năm 1783 sau khi thua cuộc Chiến tranh Cách mạng Mỹ.
Mặc dù ban đầu chỉ kiểm soát các khu vực phía đông Mississippi giữa Canada và Florida, Hoa Kỳ cuối cùng đã có được nhiều lãnh thổ Bắc Mỹ từ Anh, Pháp, Tây Ban Nha và Nga.

## Haiti và Antilles của Pháp
Cách mạng Mỹ và Pháp có ảnh hưởng rất lớn đến các thuộc địa Tây Ban Nha, Bồ Đào Nha và Pháp trên lục địa châu Mỹ. Haiti, một trong những thuộc địa nô lệ của Pháp, là thuộc địa đầu tiên theo bước chân của Hoa Kỳ giành độc lập qua Cách mạng Haiti từ năm 1791 đến 1804. Không thể xây dựng lại Đế quốc Pháp ở Bắc Mỹ, Napoléon Bonaparte đã chỉ đạo quân đội của mình đến châu Âu, xâm chiếm và chiếm đóng nhiều nước, bao gồm Tây Ban Nha và Bồ Đào Nha vào năm 1808. Sự chiếm đóng này đã dẫn đến Chiến tranh Bán đảo.